# Міскія
Міскія (англ. Miskiyah, араб. مسيكة) — поселення в Сирії, що складає невеличку друзьку общину в нохії Ізра, яка входить до складу мінтаки Ізра в південній сирійській мухафазі Дара.